# Jandira
Jandira är en stad och kommun i Brasilien och ligger i delstaten São Paulo. Staden ingår i São Paulos storstadsområde. Kommunen hade år 2014 cirka 117 000 invånare. Jandira fick kommunrättigheter den 28 februari 1964.